# Salvador Dalí

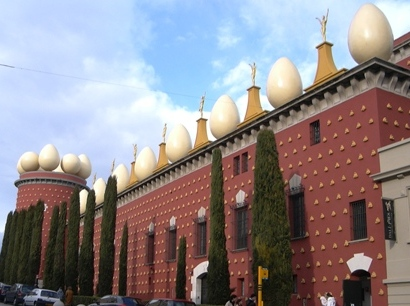
Het Dalí Theatermuseum in Figueres

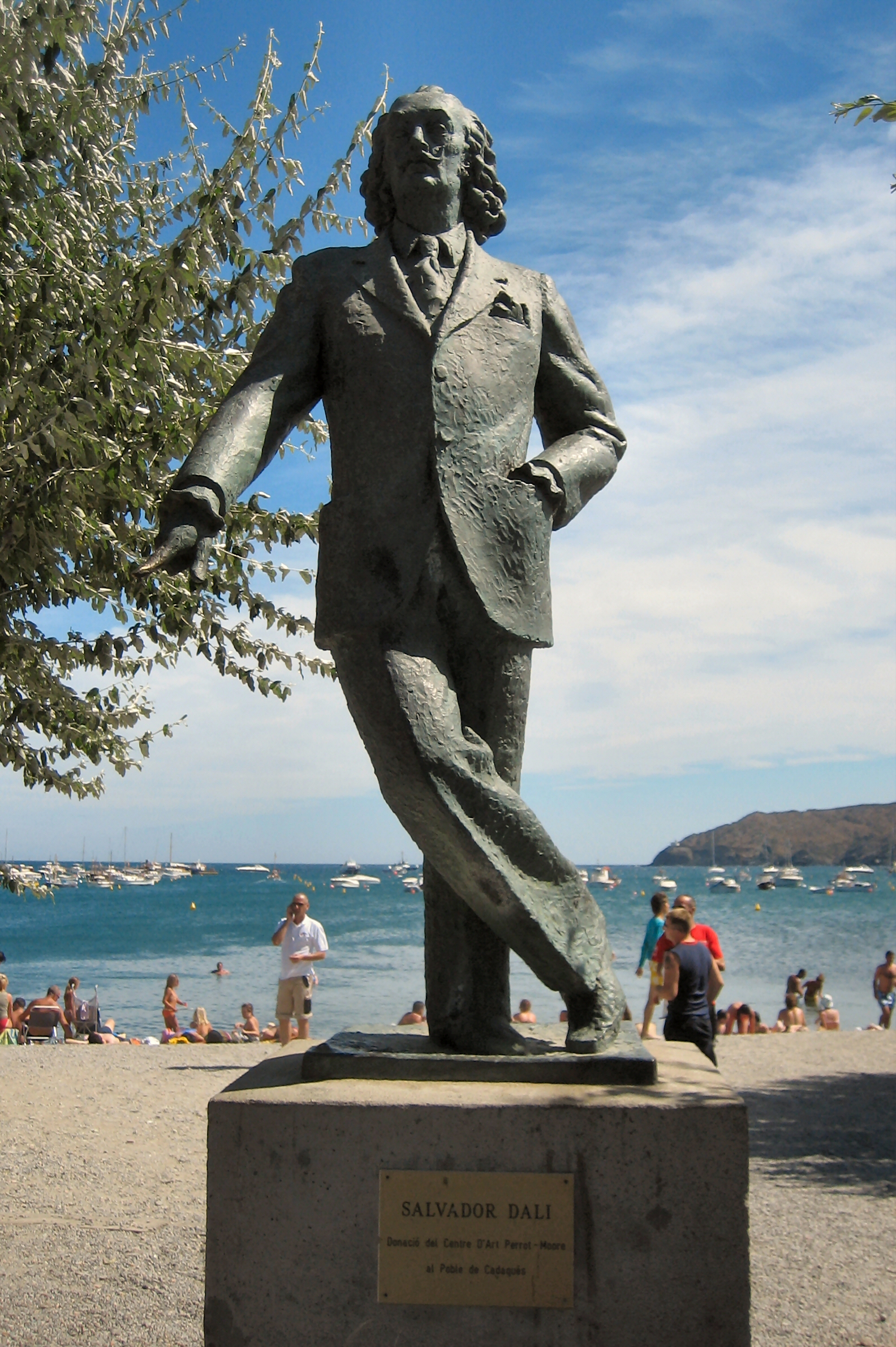
Standbeeld van Dalí in Cadaqués

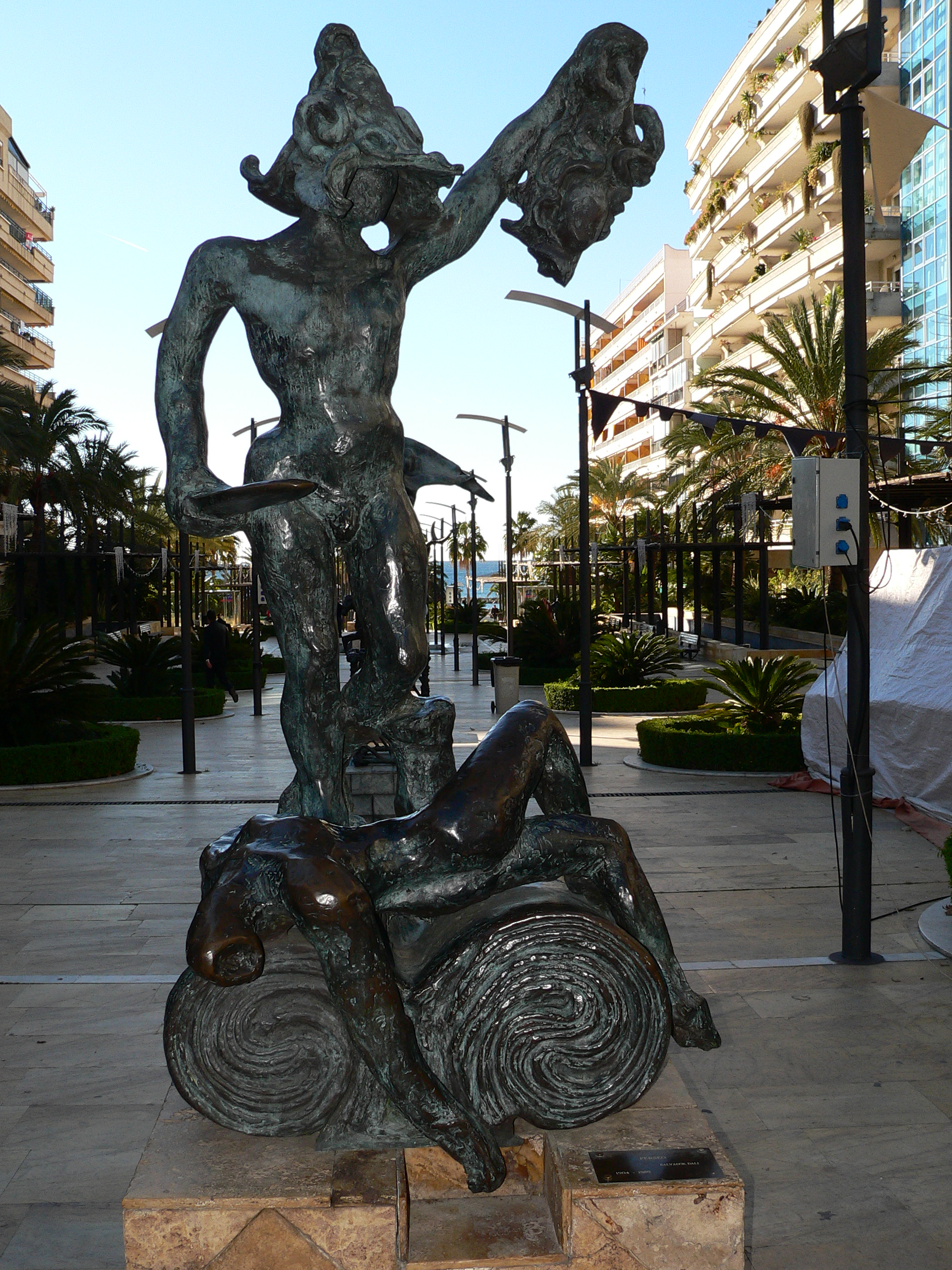
Perseo op het plein van Avenida del Mar in Marbella

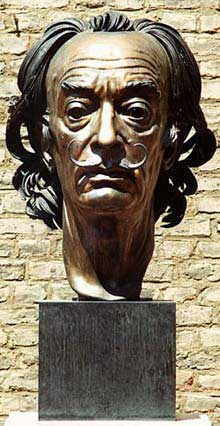
Arno Breker, Salvadore Dalí, brons 1975

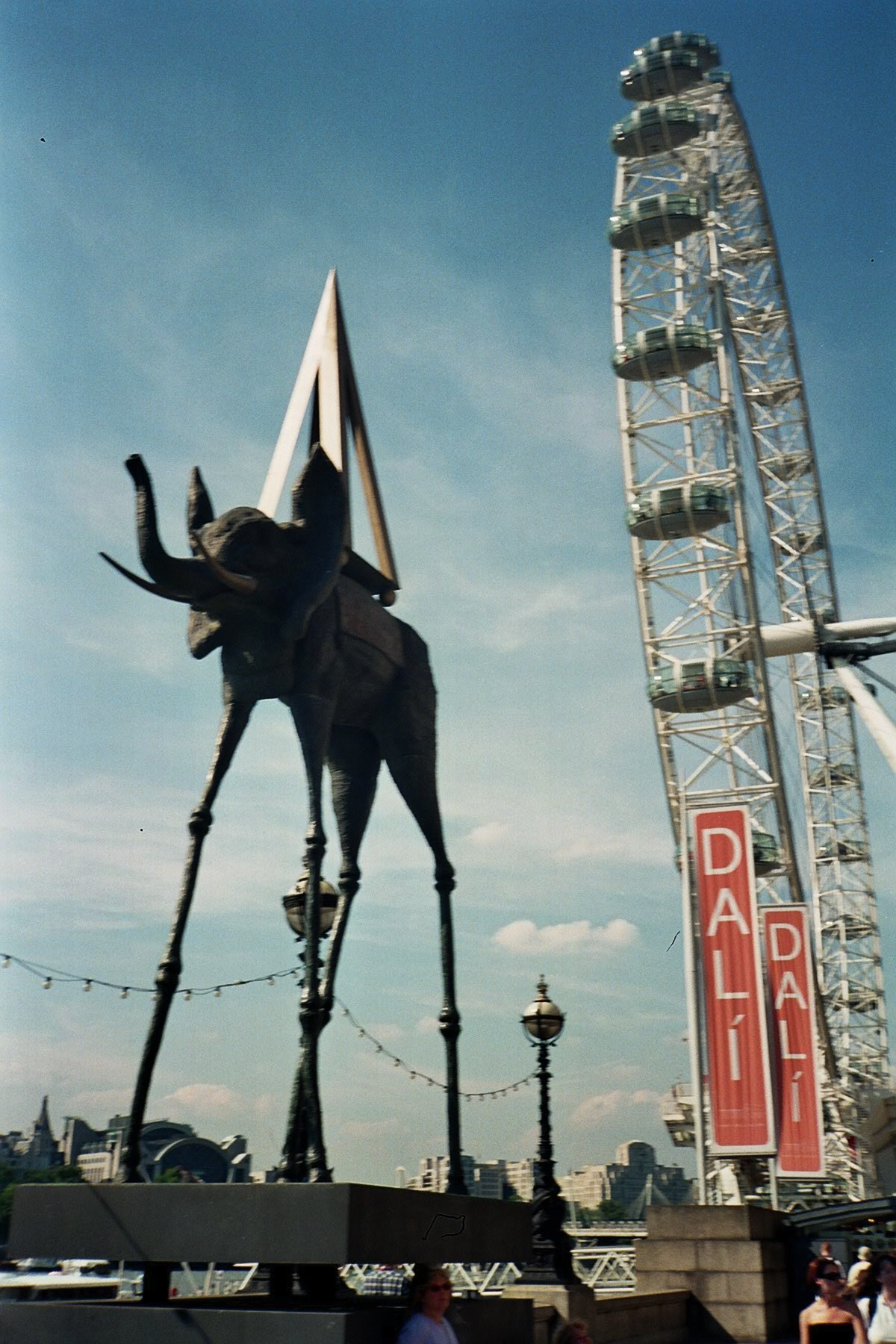
Space Elephant en de London Eye

Salvador Domingo Felipe Jacinto Dalí i Domènech, markies de Dalí de Pubol (Figueres, 11 mei 1904 – aldaar, 23 januari 1989) was een wereldberoemd Spaans kunstschilder.

## Biografie
Dalí werd geboren in Figueres, een klein stadje aan de voet van de Pyreneeën, zo'n 25 kilometer van de Franse grens, in Catalonië (Spanje) op 11 mei 1904. Hij had een zus, Anna Maria (1908-1989), die in 1949 een boek over haar broer schreef. Salvadors oudere broer, die ook Salvador heette, werd op 12 oktober 1901 geboren, maar overleed op 1 augustus 1903, negen maanden voor de geboorte van Salvador. Zijn eerste tekenonderwijs kreeg Dalí op tienjarige leeftijd van een vriend van zijn vader, de impressionistische kunstschilder Ramón Pichet (1872-1925). Zijn eerste tentoonstelling vond in 1918 plaats in het stadstheater van Figueres.
In zijn jonge jaren was Dalí geïnteresseerd in kunstschilders als El Greco, Francisco Goya, Michelangelo en Diego Velázquez. Hij richtte zijn aandacht in die tijd op het impressionisme en het kubisme.
Salvador Dalí studeerde in Madrid van 1921 tot 1924. Al in die tijd was hij, waarschijnlijk om de aandacht op zich te richten, een excentriek figuur. In 1926 ging hij naar Parijs. Daar leerde hij Pablo Picasso en André Breton kennen. In 1929 werd hij verwelkomd door Breton en sloot hij zich aan bij het surrealisme. Hij werkte er samen met onder anderen de cineast Luis Buñuel.
In augustus 1929 bezochten Gala, haar echtgenoot Paul Éluard en enkele vrienden Dalí in Portlligat, vlak bij Cadaqués. Het was liefde op het eerste gezicht voor Dalí en Gala. Gala scheidde daarna van Éluard en huwde in 1934 voor de wet met Dalí. De Spaanse Republiek stond echtscheiding voor het eerst toe, en kende voor het eerst ook een burgerlijk huwelijk. Pas in 1958 werd hun kerkelijk huwelijk te Montrejic ingezegend, na de dood van Paul Éluard. Het gerucht ging dat Dalí een fobie voor vrouwelijke genitaliën bezat. Nog voordat Dalí en Gala elkaar ontmoetten had hij een zeer innige vriendschap met de homoseksuele schrijver Federico García Lorca, die tweemaal vergeefs seksueel contact zocht met Dalí. Hun vriendschapsband eindigde echter nadat de film Un chien andalou van Luis Buñuel en Dalí uitkwam. García Lorca beschouwde deze film als een persoonlijke aanval op hem. In 1936 was het commentaar van Dalí op de dood van García Lorca in een nationalistische gevangenis: "Lorca is gestorven op een manier die bij hem past."
In de zomer 1940 vestigde hij zich in de Verenigde Staten na een vlucht uit Frankrijk dat door het Duitse Rijk werd bezet, waar hij 15 jaar zou wonen. In 1955 keerde hij terug naar Spanje. Deze periode staat bekend als zijn "klassieke" periode. Hierin uitte hij zijn gedachten over de wetenschappen en zijn diepe katholieke geloof. In deze tijd maakte Dalí een serie van 18 grote schilderijen. Ook maakte hij enkele kunstjuwelen.
Na de Tweede Wereldoorlog keerde hij met Gala uit zijn zelfverkozen ballingschap terug naar Europa; eerst in Portugal, later in Italië. In 1948 begon Salvador Dalí in Rome een samenwerking met de Italiaanse film- en theaterregisseur Luchino Visconti om een voorstelling van William Shakespeares pastorale komedie As You Like It te arrangeren. Dalí ontwierp hiervoor de decors en kostuums.
Hij had voor de oorlog de opstand van Francisco Franco en andere officieren gesteund, die leidde tot de Spaanse Burgeroorlog. Dalí zou Spanje lange tijd niet bezoeken en hij feliciteerde met andere kunstenaars Franco bij de overwinning van de Spaanse nationalisten in 1939. In New York bad hij in de Sint-Patrickkathedraal in de jaren 40 herhaaldelijk publiekelijk voor Franco en diens Spaanse staat. In de VS werkte Dalí jarenlang als adviseur en tekenaar voor de beroemde Walt Disney.
Dalí werd later als aanhanger van de alfonsistische monarchisten – zelf noemde hij zich anarcho-monarchist – door de Spaanse koning Juan Carlos in de adelstand verheven. Hij en Gala werden markies en markiezin de Dalí de Pubol. Eerder werd hij al opgenomen in de Orde van Isabella de Katholieke. De adellijke titel verdween met Dalí in het graf, aangezien van hem geen kinderen bekend waren. In 1981 werd hij met de Medalla d'Or de la Generalitat de Catalunya, de hoogste Catalaanse onderscheiding, gedecoreerd.
Dalí stond ook bekend om zijn snor, die dun, langwerpig en sierlijk gebogen was. Als antennes wezen beide snorpunten omhoog of waren gekruld. Dalí beweerde dat hij via zijn snorharen inspiratie uit de kosmos ontving. Zijn snor was geïnspireerd op die van een andere wereldberoemde Spaanse schilder, Diego Velázquez.
In 1982 overleed zijn vrouw en levenslange muze Elena Djakonova, 89 jaar oud.
Op 23 januari 1989 overleed Dalí zelf aan een hartstilstand in de Galatea-toren van het Dalí Theatermuseum in Figueres, waar hij de laatste jaren van zijn leven woonde. Hij werd hier begraven in een crypte onder het podium.

### Vroege periode (1917-1927)
In zijn vroege periode maakte Dalí hoofdzakelijk werken met als onderwerp het landschap in de omgeving van Figueres en het vissersplaatsje Cadaqués. Hij werd geïmponeerd door het grillige, bijna buitenaardse landschap van Cap de Creus, het meest oostelijke puntje van het Iberisch Schiereiland waar hij graag kwam. Zijn vroegste werken tonen al zijn verwantschap met het impressionisme, kubisme en expressionisme.

### Overgangsperiode (1927-1928)
Deze periode wordt gekarakteriseerd door heftig experimenteren. De doeken hebben vaak verschillende texturen, gemaakt met verscheidene verfkunstharsen en een collage van grof zand en grind van dichtbijgelegen stranden. Dalí nam hierin ook stenen, kurk en andere materialen op, en werkte later met verschillende soorten hars, wat later de benaming 'plastic' heeft gekregen.

### Surrealistische periode (1929-1940)
De surrealisten geloofden dat logica alleen niet voldeed, dus wendden zij zich tot het onderbewuste en dromen in een poging de grenzen van de rede te overschrijden. De surrealisten werden beïnvloed door de ideeën van Sigmund Freud en Dalí begon zijn eigen angsten en fantasieën te verkennen en legde deze door symbolische beelden op doek vast in een ultrarealistische, fotografische stijl. Hij verwees naar deze schilderijen als 'handgeschilderde droomfoto's'.

### Klassieke periode (1941-1989)
In 1941 gaf Dalí zijn surrealistische stijl op voor een meer universele artistieke verklaring. Zijn interesse ging van persoonlijke obsessie over op universele thema's en hij raakte gefascineerd door religie en moderne wetenschap. Dalí keek terug om inspiratie te halen uit de klassieke en renaissancistische kunst. Deze inspiratie deelde hij met Arno Breker, de Duitse beeldhouwer die hij al vanaf zijn Parijse tijd kende en bewonderde. Ook keek hij vooruit naar de wetenschappelijke ontdekkingen van zijn eigen tijd.
In 1969 ontwierp Dalí het logo van het lollymerk Chupa Chups.

## Dalí en Freud
Dalí heeft een blijvende indruk nagelaten op Freud, die hierover schrijft aan Stefan Zweig (Freud and the Humanities, ed. By Poregrine Horden, Duckworth 1985, p 115, voetnoten 7 en 8). Door Dalí zou Freuds mening over het surrealisme in positieve zin veranderd zijn.

## Dalí en film
In 1929 maakte Salvador Dalí samen met Luis Buñuel de surrealistische film Un chien andalou. 
In 1945 verscheen Alfred Hitchcocks Spellbound, waarvoor Dalí de "droomscène" ontwierp. 
In 1946 werkte Dalí met Walt Disney samen aan een korte animatiefilm die Destino zou heten. Het project werd destijds niet afgewerkt, maar in 2003 werkte de studio het alsnog af. Het is terug te vinden als bonusfilmpje op de dvd van Disney's Fantasia.

## Werken
Dalí's bekendste schilderijen ontstonden begin jaren dertig:
- De volharding der herinnering (1931), Museum of Modern Art, New York
- Brandende giraffe, 1935

Hij beschreef zijn schilderijen als geschilderde droomfoto's, omdat de zeer realistisch geschilderde objecten vaak in geen enkel verband met elkaar lijken te staan. Ook was hij een meester in de techniek van het trompe-l'oeil (gezichtsbedrog) en het spel met perspectief.

### Bekende schilderijen
- De volharding der herinnering, 1931
- Birth of Liquid Desires, 1931–32, olieverf en collage op linnen, 96,1 × 112,3 cm
- Portret van Gala, 1935. olieverf op hout, 32 × 27 cm[5]
- Aankondiging van de Burgeroorlog, 1936
- Lobster telephone, 1936
- Weke constructie met gekookte bonen, voorgevoel van burgeroorlog, 1936, olieverf op linnen, 101 × 101 cm, Museum of Modern Art
- Betoverend strand met de drie vloeibare Gratiën, 1938, olieverf op doek, Salvador Dalí Museum in Saint Petersburg (FL)
- Galarina and Dream Caused by the Flight of a Bumblebee around a Pomegranate a Second Before Awakening, 1944
- De verzoeking van de Heilige Antonius, 1946, olieverf op doek, Koninklijke Musea voor Schone Kunsten van België, Brussel
- De Christus van de Heilige Johannes van het kruis, 1951 olieverf op doek, Kelvingrove Art Gallery and Museum, Glasgow
- Het uiteenvallen van de volharding der herinnering, 1954, Salvador Dalí Museum, Saint Petersburg
- The station of Perpignan, 1965
- De hallucinogene toreador, 1970, Salvador Dalí Museum, Saint Petersburg
- La Toile Daligram, 1972
- Wood and glass, 32,3 × 42,5 × 31,1 cm

## Musea
Dalí's werken zijn onder andere ondergebracht in de Dalí Foundation, dat bestaat uit drie Spaanse Dalímusea in Figueres, Púbol en Port Lligat in Spanje.
Op 23 september 1974 werd in Dalí's geboorteplaats Figueres het Teatro Museo Dalí geopend. Zowel eigen werken als werken van kunstenaars die Dalí bewonderde, zijn hier te zien. Dalí maakte niet alleen schilderijen maar ontwierp onder andere ook sieraden en parfumflesjes.
Veel van Dalí's werk bevindt zich in de Verenigde Staten. Zijn werk is te zien in diverse musea. De grootste collectie werken bevindt zich in het Salvador Dalí Museum in Florida. Daarnaast zijn er werken te zien in het Guggenheim Museum, Metropolitan Museum of Art, het Museum of Modern Art in New York en het Minneapolis Institute of Arts in Minnesota. Ook in de National Galleries of Scotland in Edinburgh en in het museum Tate Modern in Londen zijn enkele werken te vinden.
In Frankrijk (Parijs/Montmartre) is een aan Dalí gewijd museum. In Spanje in het Museo Nacional Centro de Arte Reina Sofía en het Museo Thyssen-Bornemisza in Madrid. In Nederland heeft het Museum Boijmans Van Beuningen in Rotterdam werk van Dalí in de collectie. In Italië bevinden zich werken in het Peggy Guggenheim Collection in Venetië. In België is er een permanente tentoonstelling rond Salvador Dalí in de Museum-Gallery Xpo: Salvador Dalí in Brugge.
In Duitsland, meer bepaald het Ludwig Museum te Keulen, bevinden zich ook verschillende werken van Dalí, waaronder het bekende schilderij Het station van Perpignan.
In 2009 waren er plannen om ook het geboortehuis van Dalí tot museum om te vormen.

## Citaten
- "Wie wil niet liever door geluk dommer worden dan wijzer door schade?"
- "Ik ben de clown niet, dat is deze op monsterlijke manier cynische en onbewust naïeve maatschappij die het spel van de ernst speelt om haar idiotie beter te verhullen."
- "Ik geloof dat ik in wat ik schep een echt middelmatig schilder ben, wat ik als echt geniaal beschouw, is mijn visioen, niet datgene wat ik precies realiseer."
- "Het enige verschil tussen een gek en Dalí is heel simpel: Dalí is helemaal niet gek." (Een "vertaling" van: 'The only difference between a mad man and Dalí is very simple: Dalí is not mad at all'.)
- "Toen ik zes jaar oud was, wilde ik kok worden. Toen ik zeven jaar oud was, wilde ik Napoleon worden. Sindsdien is mijn ambitie in hetzelfde tempo blijven groeien."
- "Iedere morgen wanneer ik wakker word, is mijn grootste vreugde: dat ik Salvador Dalí ben."
- "Wanneer je voor genie speelt, dan word je er een."

Dalí publiceerde in 1967 het boek Mijn leven als genie.

## DNA-test
Op 20 juli 2017 werd het lichaam van Dalí opgegraven voor een DNA-test. De test moest duidelijk maken of María Pilar Abel Martínez een dochter van hem was. De opgraving werd in juni door de rechtbank verordonneerd. Bij de opgraving bleek dat zijn snor nog steeds ongeschonden was, in de vorm van de wijzers van een klok die de tijd van tien over tien aangaven. Voor de opgraving werd een betonblok van 1,5 ton verwijderd, evenals een zinken deksel dat de grafkist bedekte. Het hoofd lag onder een zijden zakdoek. Aangezien het lichaam gebalsemd was, moest er een elektrische zaag aan te pas komen om twee lange botten te verwijderen. Ook werden monsters genomen van het hoofdhaar en van nagels. De kist bleef een uur en twintig minuten geopend. Pilar Abel bleek niet zijn dochter te zijn. In de nacht van 15 op 16 maart 2018 werden zijn overblijfselen weer teruggeplaatst.